# Ernée
Ernée [ɛʁne] ist eine französische Gemeinde mit 5.511 Einwohnern (Stand 1. Januar 2022) im Département Mayenne in der Region Pays de la Loire.

## Geografie
Die Kleinstadt Ernée liegt auf halbem Weg zwischen den Städten Mayenne und Fougères. Sie wird vom gleichnamigen Fluss Ernée durchquert, in den hier der Rollon einmündet.

## Bevölkerungsentwicklung
| Jahr      | 1962 | 1968 | 1975 | 1982 | 1990 | 1999 | 2011 | 2019 |
| Einwohner | 4894 | 5146 | 5612 | 5901 | 6052 | 5703 | 5801 | 5717 |

## Historie und bedeutende Bauwerke
In der Gemeinde befinden sich historische Fundplätze, wie der Dolmen Contrie du Rocher, nördlich von Ernée, die Allée couverte de la Tardivière und römische Fundstellen, welche in einem Museum präsentiert werden.
An bedeutenden Bauwerken besitzt Ernée die Chapelle Notre-Dame-de-Charné, eine Kapelle aus dem 12. Jahrhundert und das Château de Pannard, ein Renaissance-Schloss aus dem 16. Jahrhundert.

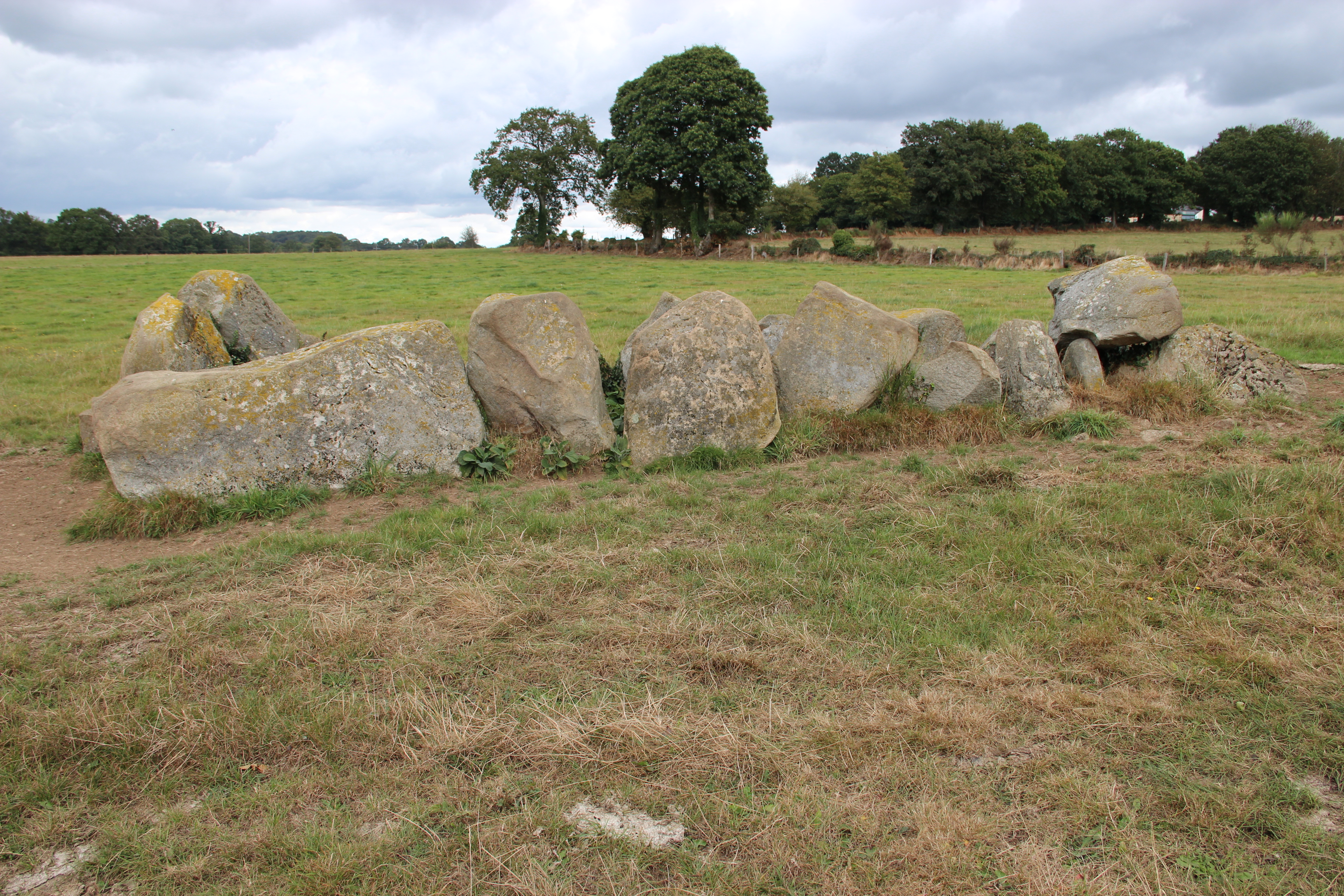
Allée couverte de la Tardivière
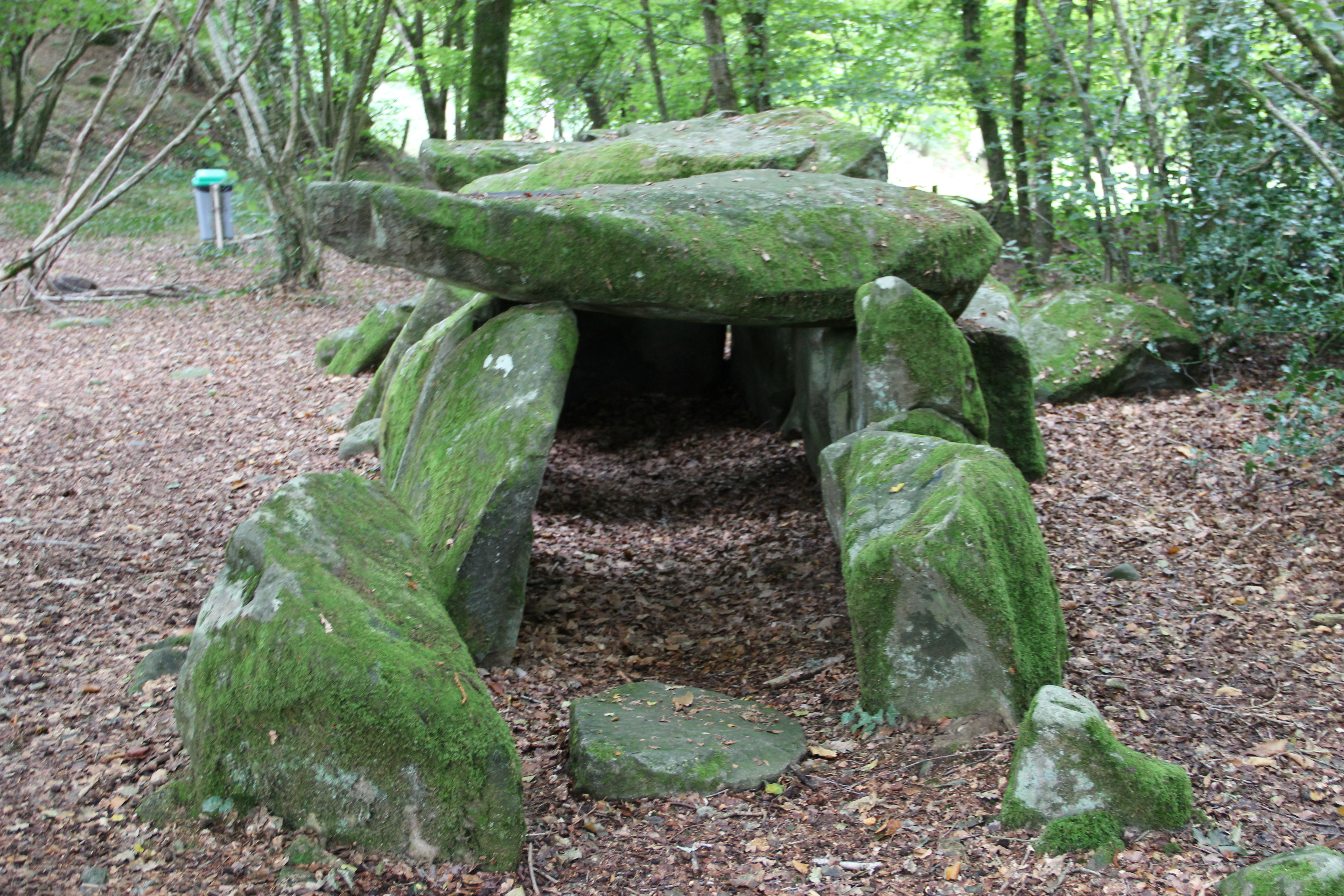
Dolmen Contrie du Rocher
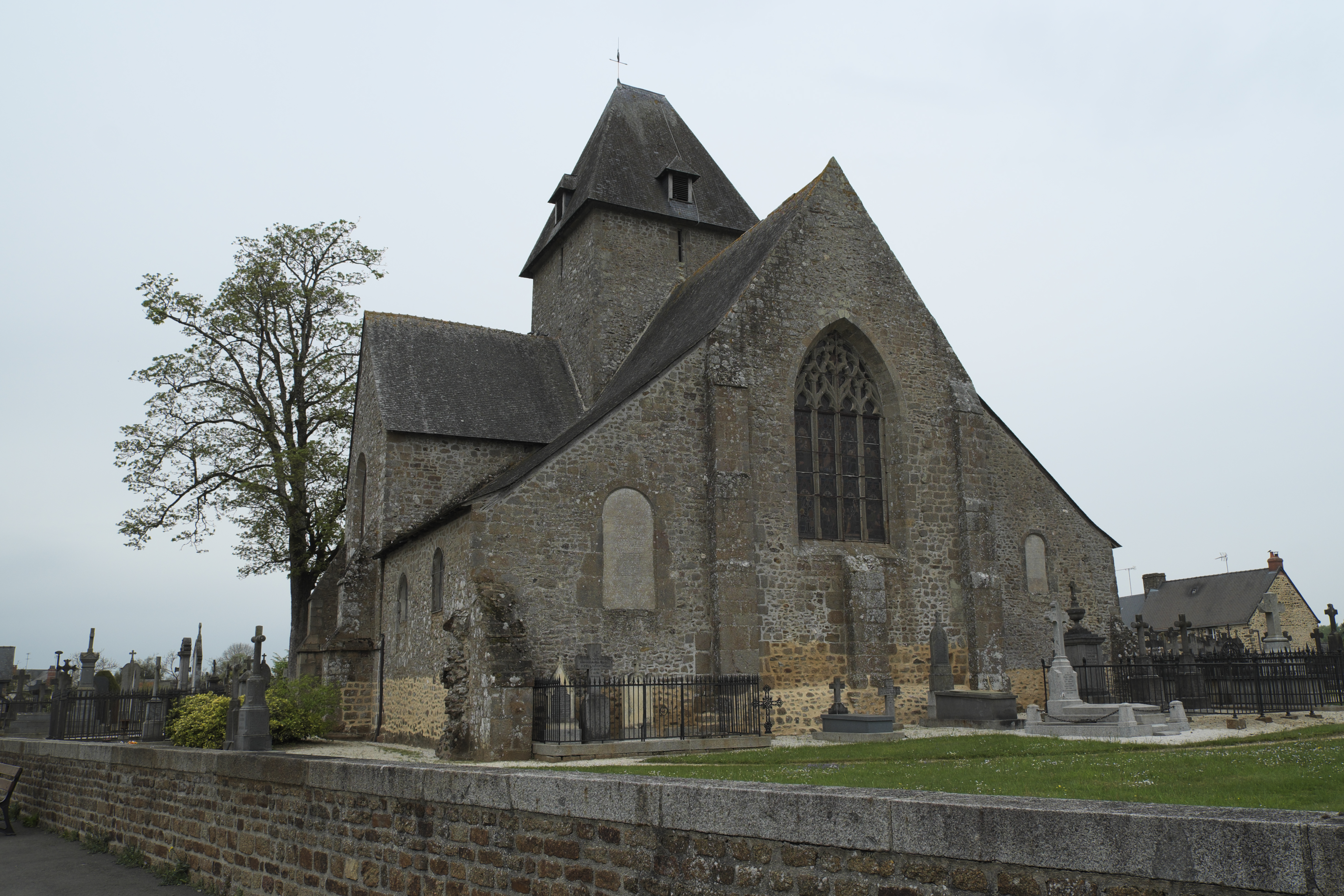
Kapelle Notre-Dame-de-Charné
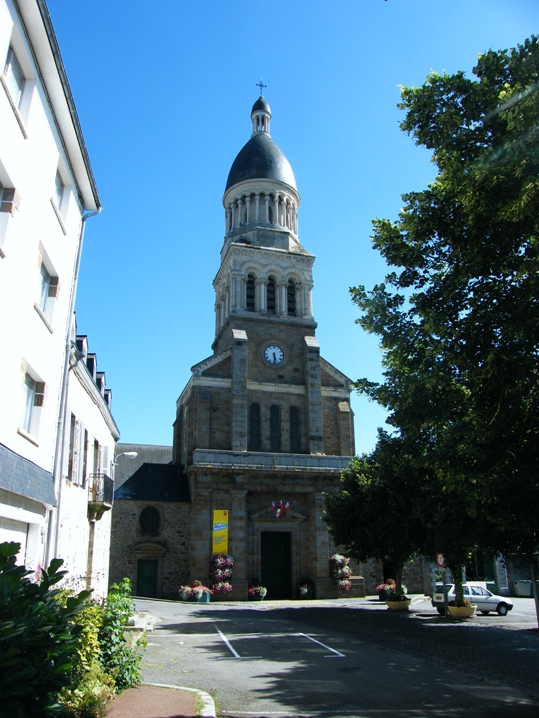
Kirche Notre-Dame-de-l’Assomption

## Partnerstädte
- Glenfield (Leicestershire, Vereinigtes Königreich)
- Dorsten (Deutschland)

## Persönlichkeiten
- Léon Coulibeuf (1905–1981), Autorennfahrer und Unternehmer
- Philippe Tesnière (1955–1987), Radsportler
- Élise Leboucher (* 1982), Politikerin (FI)